# Уадж-вер
Уадж-вер (егип. W3ḏ-wr — «зелень великая») — бог плодородия в древнеегипетской мифологии.

## Изображение
Иногда его изображали в виде двуполого существа или в виде человека, несущего анх и хлеб. Также его изображали беременным или человеком с большим животом, что ассоциировалось у египтян с богатствами и плодородием вод дельты Нила.

## Мифология
Уадж-вер олицетворял Средиземное море или наиболее крупные озёра дельты Нила. Первые упоминания Уадж-вера встречаются в записях погребального храма пирамиды Сахура V династии в Абидосе. Здесь он похож на бога Хапи, но всё тело покрыто волнами вод. Также бог фигурирует значительно позже — в гробнице сына фараона Рамсеса III (QV55) Амонхерхопшефа XX династии.